# ロバート・メリル

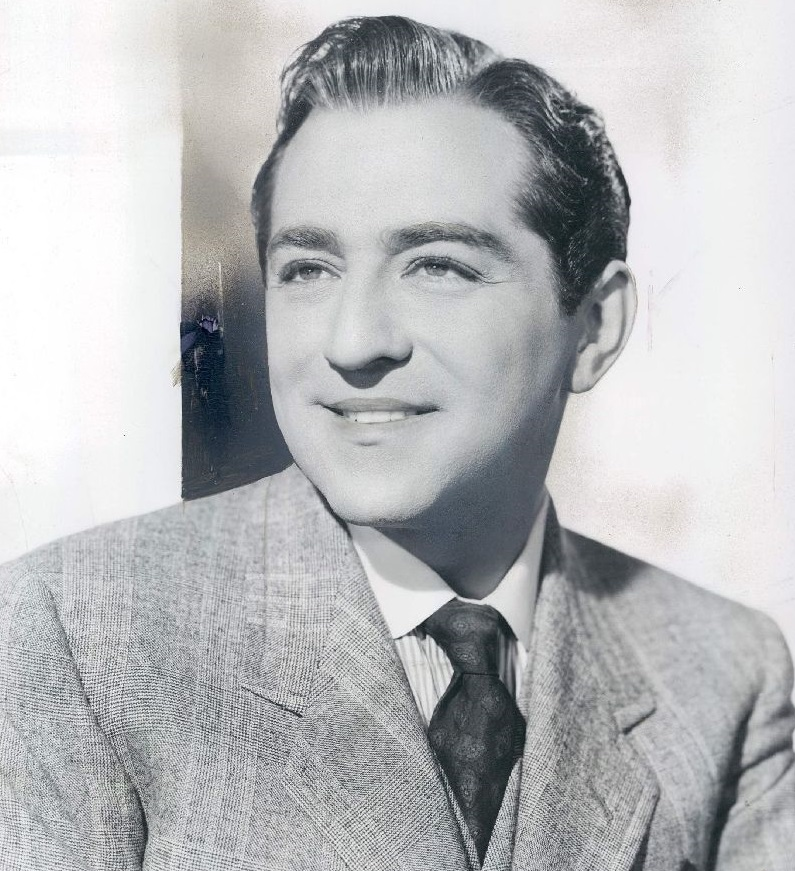
ロバート・メリル (1940年代)

ロバート・メリル（Robert Merrill, 1917年6月4日 - 2004年10月23日）は、アメリカ出身のバリトン歌手。本名はモイシェ・ミラー(Moishe Miller)。

## 生涯
ブルックリン区の出身。歌手だった母親に音楽の手ほどきを受ける。少年時代にメトロポリタン歌劇場のリハーサルに迷い込み、ローレンス・ティベットがジュゼッペ・ヴェルディの《椿姫》のジェルモン役を歌うのを聴いて歌手の道に進む決意をし、セミプロフェッショナルの野球投手としてお金を稼ぎながらサミュエル・マルゴリスの声楽のレッスンを受けた。1944年にヴェルディの《アイーダ》のアモナスロ役を歌って、オペラ歌手としての活動をはじめ、翌年にはメトロポリタン歌劇場のオーディションに合格し、《椿姫》のジェルモン役で同歌劇場での初舞台を踏んだ。1976年にはメトロポリタン歌劇場から引退したが、歌手活動は継続し、1983年のメトロポリタン歌劇場100周年コンサートにも駆けつけている。
ニューヨークにて没。